# General Grant (Schiff)
Die General Grant war eine 1864 in Dienst gestellte Bark, die als Passagierschiff eingesetzt wurde und Passagiere und Fracht von Großbritannien nach Australien beförderte. Am 13. Mai 1866 geriet das Schiff vor den Auckland Islands vom Kurs ab und wurde gegen die Felsenküsten der Insel Auckland Island getrieben. Die starke Strömung schob das Schiff in eine Felsenhöhle, wo es stecken blieb, weil sich die Masten in der Decke der Höhle verkeilten. 68 Passagiere und Besatzungsmitglieder kamen ums Leben. Die 15 Überlebenden brachten mehrere Monate auf der unbewohnten Insel zu. Zehn von ihnen wurden im November 1867, 18 Monate nach der Havarie, gerettet, die anderen fünf waren in der Zwischenzeit verstorben.

## Das Schiff
Die aus Eichen und Kiefern gebaute 55 Meter lange Bark entstand 1864 in der Werft von Jacob Morse auf dem Kennebec River im US-Bundesstaat Maine. Das Schiff wurde nach Ulysses S. Grant, einem Oberbefehlshaber im Sezessionskrieg und späteren US-Präsidenten, benannt.
Die General Grant transportierte Passagiere und Fracht von Melbourne nach London. Ihr Eigentümer war das Unternehmen Page, Richardson & Company mit Sitz in Boston. Das Schiff hatte Unterkünfte für 56 Passagiere.

## Die letzte Fahrt

### Beginn der Reise
Am 28. November 1865 legte die General Grant in Boston unter dem Kommando von Kapitän William Henry Loughlin zu einer Überfahrt nach Melbourne ab. In der zweiten Nacht auf See wurde das Schiff von kräftigen Starkwinden getroffen. Der dritte Maat, Rufus Tyler, ging über Bord und ertrank, als er mithalf, die Segel einzuholen. Dies wurde von den Mitreisenden als schlechtes Omen gewertet. Während der folgenden 68 Tage, auf dem Weg zum Kap der Guten Hoffnung, herrschte gutes Wetter.
Am 13. März erreichte die General Grant Melbourne, wo sie knapp acht Wochen vor Anker lag und Vorräte für die Weiterreise nach London an Bord nahm. Am Freitag, dem 4. Mai 1866, legte die General Grant in Melbourne ab. An Bord waren neben 25 Besatzungsmitgliedern 58 Passagiere, darunter sechs Frauen und etwa 20 Kinder sowie 2.576 Unzen Gold. Viele der Passagiere waren Goldsucher, die in Australien erfolgreich nach Gold gegraben hatten und nun mit dem erworbenen Reichtum nach Hause zurückkehrten. Ein Teil der Fracht, die hauptsächlich aus Bauholz, Fellen, Leder und neun Tonnen Zink bestand, war ursprünglich für das Dampfschiff London gedacht gewesen, das aber im vorangegangenen Januar im Golf von Biskaya gesunken war. Auch diese Tatsache wurde als schlechtes Omen gewertet. Es wurde spekuliert, dass die Fracht London niemals erreichen sollte.

### Das Schiff kommt vom Kurs ab
In den folgenden sechs Tagen legte das Schiff bei günstigen Winden und ruhiger See eine große Strecke zurück. Am siebten Tag setzten jedoch starke Winde ein, wodurch Kapitän Loughlin gezwungen war, sein Schiff in Lee zu bringen. Dadurch änderte sich der Kurs, demzufolge die General Grant die Auckland Islands weit nördlich passieren sollte. Das Schiff hielt nun auf Auckland Island, die Hauptinsel der Inselgruppe, zu. Zusätzlich kam dichter Nebel auf, was das Schiff noch mehr vom Kurs abbrachte.
Am Abend des neunten Tags auf See wurde an Backbord Land ausgemacht. Die Schiffsführung ging davon aus, dass es sich um den äußersten Norden der Insel handelte, tatsächlich war man aber an der Westseite. Am Sonntag, dem 13. Mai, meldete der Ausguck Land direkt voraus. Einer der Offiziere, der über ein Fernglas verfügte, widersprach jedoch und erklärte, dass es sich nur um eine Nebelbank handele. Erst als der Wind sich legte, erkannte man auf der General Grant¸ dass das Schiff direkt auf die 120 m hohen felsigen Basaltklippen an der Westküste von Auckland Island zuhielt. Alle Passagiere wurden an Deck und alle Mannschaftsmitglieder auf ihre Positionen beordert.

### Das Unglück vor Auckland Island
In dem Versuch, die General Grant von den Felsen wegzubekommen, wurden alle Segel gesetzt. Es kam jedoch kein Wind auf. An einem Punkt sah es so aus, als würde die Strömung das Schiff in eine südliche Richtung treiben und somit in Sicherheit bringen, doch dann hielt es wieder genau auf die Felsen zu. Es wurde versucht, das Schiff zu ankern, aber der Anker fand keinen Boden. An Bord brach Panik aus, einige Frauen und Kinder begannen zu weinen.
Gegen 1.30 Uhr nachts am Montag, dem 14. Mai 1866, wurde die General Grant auf die Klippen geschoben. Die Flut hob das Schiff an und schwemmte es in eine Felsenhöhle, wo der Fockmast mit der Höhlendecke zusammenstieß. Der Aufprall erschütterte das Schiff und drehte es mit dem Heck herum. Das Ruder und der Mast, der das Vorsegel hielt, brachen ab und der Fockmast bohrte sich nach unten durch den hölzernen Schiffsrumpf. Dem Rudergänger brach es die Rippen. Es war sehr dunkel in der Höhle. Trotz Laternen, die über die Schiffseite gehängt wurden, konnten die Menschen kaum etwas sehen. Die Masten konnten nicht gekappt werden, da sie sich in der Höhlendecke verkeilt hatten. Das Schiff wurde immer weiter in das Höhleninnere gezogen, bis der Mast, der das Royalsegel hielt, plötzlich brach und seine Überreste mitsamt der Takelage auf das Deck fielen. Erst als der Stumpf des Fockmasts erneut mit der Decke kollidierte und dieses Mal steckenblieb, kam die General Grant zum Halten.
Bei Einbruch der Morgendämmerung wurden die ersten Versuche unternommen, das Schiff zu evakuieren. Ein Rettungsboot mit drei Besatzungsmitgliedern wurde herabgelassen und sollte die anderen Boote mit Seilen verbinden. Im zweiten Boot saß unter anderem der leitende Offizier Bartholomew Brown. Ein weiteres mit etwa 40 Menschen besetztes Boot verschwand im Dunkel der Höhle. Später begann das Schiff zu sinken. Als das Wasser über das Achterdeck zu schwappen begann, brach eine erneute Panik aus. Insgesamt ertranken 68 Menschen beim Versuch, das Schiff zu verlassen beziehungsweise an Land zu schwimmen. 15 Menschen überlebten, darunter neun Besatzungsmitglieder und sechs Passagiere. Die Stewardess Mary Ann Jewell war die einzige überlebende Frau. Unter den Toten war auch Kapitän Loughlin.

## Die Überlebenden

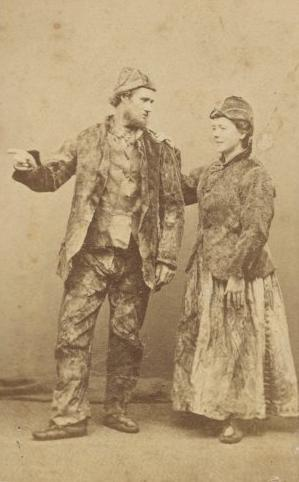
Die beiden Schiffbrüchigen Mary und Joseph Jewell in Kleidern aus Seehundfell

Die Überlebenden ließen sich in der Bucht Port Ross an der Nordspitze der Insel nieder. Die Auckland-Inseln sind unbewohnt, der nächstgelegene Hafen, Bluff auf der neuseeländischen Südinsel, befand sich in 465 km nördlicher Entfernung. Lediglich Robben- oder Walfänger suchten die Inselgruppe damals gelegentlich auf. Sie hatten mit Schweinezucht begonnen und einige verstreute Hütten als Unterkünfte aufgestellt.
Die Überlebenden fanden in diesen Hütten Unterschlupf und ernährten sich von den Schweinen, Robben und Muscheln und bauten Kartoffeln an, die sie fanden. Die Führung der kleinen Gruppe übernahm James Teer, ein irischer Goldgräber. Ihm gelang es, mit den letzten verbliebenen Streichhölzern ein Feuer zu entzünden, das sie die nächsten anderthalb Jahre am Brennen hielten und wichtig für ihr Überleben war. Mary Jewell, gelernte Damenschneiderin, nähte mit einem Vogelschnabel als Nadel Kleidung aus Seehundfell. Sie entschlossen sich schließlich dazu, eine Gruppe mit einem der erhaltenen Rettungsboote nach Neuseeland zu schicken, um Hilfe zu holen. Am 22. Januar 1867, nach acht Monaten auf der Insel, machte sich eine vierköpfige Gruppe auf den Weg. Die Männer kannten jedoch das Meer nicht und verfügten über keine Seekarten. Sie folgten unwissentlich einem Kurs, der sie in die Leere des Pazifischen Ozeans brachte, und sie wurden nie wieder gesehen. Im September starb einer der Männer, der 62-jährige Schotte David McLellan, nach kurzer Krankheit, wodurch sich die Zahl der Überlebenden auf zehn verringerte.
Am 6. Oktober wurde am Horizont ein Schiff gesichtet und die Schiffbrüchigen zündeten ein Feuer an, um auf sich aufmerksam zu machen. Das Schiff verschwand aber wieder. Am 21. November 1867, 18 Monate nach dem Untergang der General Grant, machte sich die Brigg Amherst unter dem Kommando von Kapitän Patrick Gilroy von Neuseeland auf den Weg zu einer Robbenjagd bei den Auckland Islands. Die Amherst entdeckte das Feuer der zehn Überlebenden und nahm sie auf. Sie wurden gefragt, ob sie nach Neuseeland gebracht werden sollten, was sie ablehnten. Sie wollten der Besatzung der Amherst bei der Robbenjagd helfen, was weitere sechs Wochen in Anspruch nahm. Am 12. Januar 1868 traf das Schiff mit den Geretteten im Hafen von Bluff ein. Als Folge richtete die neuseeländische Regierung Notunterkünfte für Schiffbrüchige an den Küsten ein, die sogenannten castaway depots.

## Bergungsversuche
Schon kurz nach der Rettung der Überlebenden kam es zu ersten Bergungsversuchen, die vornehmlich durch das Gold an Bord der General Grant motiviert waren. In den ersten Jahren wurden die Expeditionen von Überlebenden des Unglücks begleitet, um sicherzustellen, dass die Wrackstelle auch gefunden wurde.
1868 unternahm eine Mannschaft an Bord des Schleppers Southland, zu der der Überlebende James Teer gehörte, den ersten Versuch, das Wrack der General Grant zu lokalisieren. Aufgrund des schlechten Wetters wurde die Fahrt aber abgebrochen. 1870 machte sich der Schoner Daphne mit dem Überlebenden David Ashworth an Bord auf den Weg. Das Unterfangen kam zum Ende, als Ashworth und fünf andere Männer bei der Suche nach dem Wrack an der Felsenküste mit ihrem Boot spurlos verschwanden. 1876 kam der Schoner Flora mit dem Überlebenden Cornelius Drew nach Auckland Island, aber auch dieses Mal wurde die General Grant nicht gefunden. Im darauffolgenden Jahr behauptete die Besatzung des Dampfers Gazelle, die Höhle der General Grant entdeckt zu haben, aber ihre Taucher hätten die Höhle nicht abgesucht.
Um 1912 wurde der Wert des Goldes auf 500.000 Pfund Sterling geschätzt. Der Unternehmer E. C. May verlor 1914 bei einer Expedition sein Forschungsschiff, und nach einer weiteren Reise war er bankrott. Über die folgenden Jahrzehnte folgten stetig weitere Expeditionen zu den Auckland Islands, die alle ergebnislos blieben. 1996 fand Bill Day vom neuseeländischen Bergungsunternehmen Seaworks Limited ein Wrack und konnte zahlreiche Gegenstände wie Bullaugen, Kanonenkugeln, Lampen und Münzen bergen. Keine der Münzen datierte allerdings aus der Zeit nach 1833, daher ist davon auszugehen, dass es sich um die Überreste eines anderen, bisher unbekannten Schiffs handelt. Das Wrack der General Grant blieb bis heute unentdeckt.